# Boston Symphony Orchestra
Das Boston Symphony Orchestra (Boston Symphony, BSO) ist ein Symphonieorchester mit Sitz in Boston, Massachusetts. Es wird zu den großen Symphonieorchestern der USA (Big Five) gezählt. Das Orchester geht regelmäßig auf Tournee und veröffentlichte eine Vielzahl an Tonträgern.

## Geschichte

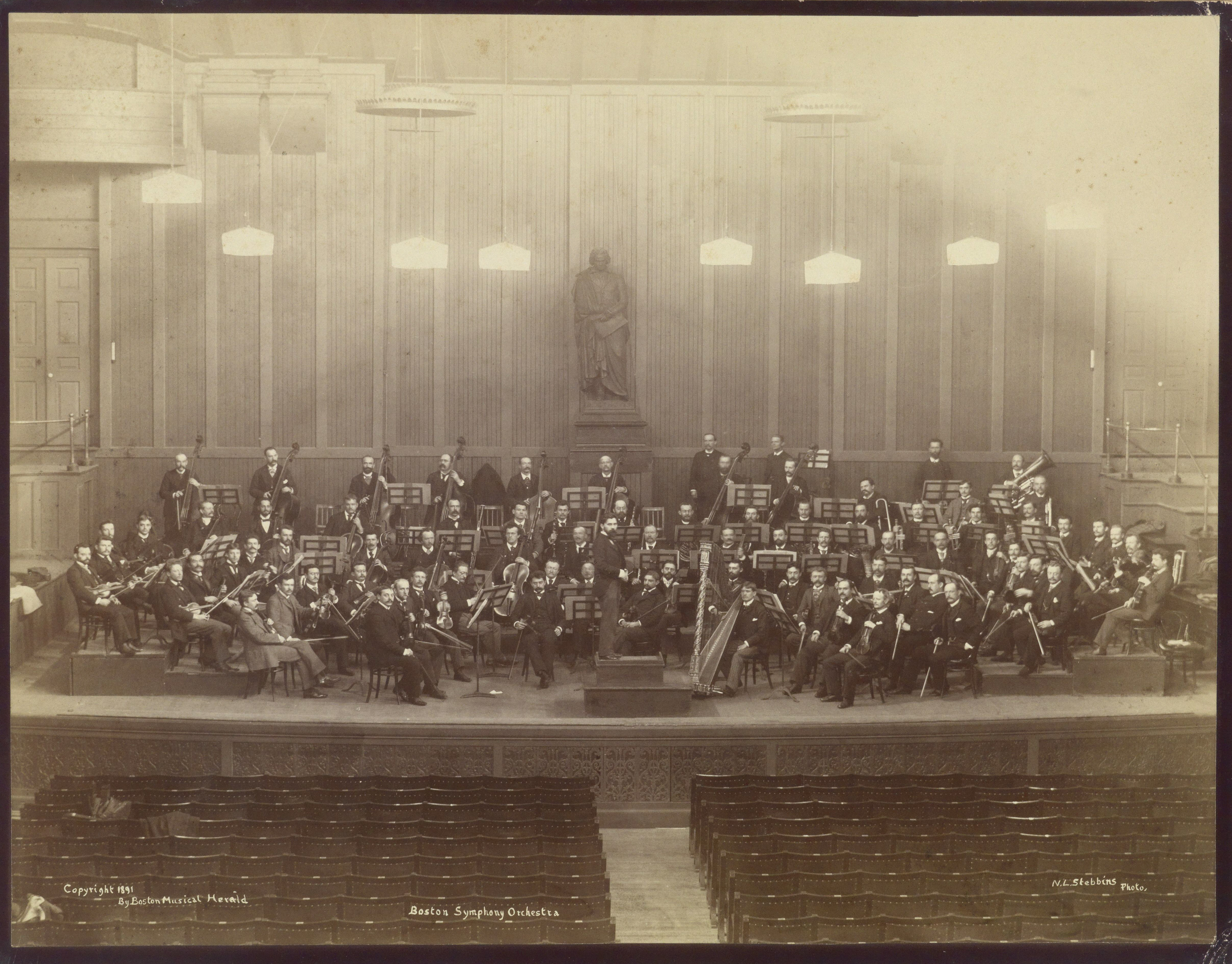
Boston Symphony Orchestra, 1891

Das BSO wurde 1881 auf Initiative von Henry Lee Higginson gegründet, das erste Konzert fand am 22. Oktober 1881 unter der Leitung von George Henschel statt. Von 1973 bis 2001 war Seiji Ozawa Musikdirektor des Orchesters; diese 27 Jahre sind die längste Zeit, die je ein leitender Dirigent durchgehend mit diesem Orchester kooperieren konnte. Von 2001 bis 2014 war James Levine Dirigent des BSO, von 2004 bis 2014 war er auch sein musikalischer Direktor. 2014 übernahm Andris Nelsons die Funktion des Chefdirigenten und Musikdirektors.
Das Programm des BSO deckt sämtliche Stilrichtungen von der Vorklassik und Klassik bis zur Moderne ab. Allein mit Ozawa kam das Orchester auf über 140 Einspielungen von 55 Komponisten auf 10 Labels – und auf Tourneen nach Europa, Volksrepublik China, Japan, Südamerika und quer durch die USA. Siebenmal wurden Aufnahmen mit einem Grammy ausgezeichnet.
Béla Bartók komponierte sein Konzert für Orchester 1943 für das BSO, Leonard Bernstein 1980 das Divertimento mit dem Marsch „The BSO Forever“.
Aus dem Orchester gingen als Nebenprojekte das Boston Pops Orchestra (seit 1885) und die Boston Symphony Chamber Players (seit 1924) hervor.

## Instrumentensammlung Henri Casadesus
Das Orchester ist im Besitz der umfangreichen Sammlung historischer Musikinstrumente von Henri Casadesus.

## Musikdirektoren
- Andris Nelsons (seit 2014)
- James Levine (2004–2011)
- Seiji Ozawa (1973–2001)
- William Steinberg (1969–1972)
- Erich Leinsdorf (1962–1969)
- Charles Münch (1949–1962)
- Sergei Alexandrowitsch Kussewizki (1924–1949)
- Pierre Monteux (1919–1924)
- Henri Rabaud (1918–1919)
- Karl Muck (1912–1918)
- Max Fiedler (1908–1912)
- Karl Muck (1906–1908)
- Wilhelm Gericke (1898–1906)
- Emil Paur (1893–1898)
- Arthur Nikisch (1889–1893)
- Wilhelm Gericke (1884–1889)
- George Henschel (1881–1884)